# مارك وول
مارك وول (بالإنجليزية: Mark Wool)‏ هو لاعب دوري الرغبي بريطاني، ولد في 10 فبراير 1990 في Pontypridd ‏ في المملكة المتحدة.